# Pedro de Peralta y Ezpeleta
Pedro de Peralta y Ezpeleta (auch Mosén Pierres de Peralta „el joven“ genannt) (* wohl 1420; † 1492) war ein navarresischer Adliger. Er war der 1. Graf von Santisteban de Lerín, Barón de Marcilla, Señor de Peralta, Funes, Cárcar, Andosilla, Marcilla, Falces, Undiano, Azagra y Caparroso sowie Pair von Navarra. Er war der Anführer der Agramonteses und Connétable von Navarra während des Navarresischen Bürgerkriegs (1451–1455).
Pedro de Peralta y Ezpeleta war der Sohn von Pedro Perez de Peralta (auch Mosén Pierres de Peralta „el viejo“ genannt), Señor de Peralta y Andosilla, Pair von Navarra, und Doña Juana de Ezpeleta y Garro, der Tochter des Barón de Ezpeleta aus der Familie der Señores de Ezpeleta y Gallipienzo, und Schwester von Mosén Beltrán de Ezpeleta, 1. Vizconde de Val de Erro. Sein Vater wiederum war vermutlich ein unehelicher Sohn von Pierre d’Évreux, Graf von Mortain (dem zweitgeborenen Sohn des Königs Karl der Böse von Navarra aus dem Haus Frankreich-Évreux) aus dessen Beziehung zu einer Tochter von Pedro Martinez de Peralta y Ruiz de Azagra, was Pedro de Peralta zu einem Angehöriger des navarresischen Königshauses macht.
Er unterhielt enge Beziehungen zum Königshof Kastilien und Aragón und erhielt durch seinen Freund Alfonso Carrillo de Acuña, den Erzbischof von Toledo (1446–1482), den Auftrag, die Hochzeit zwischen Isabella von Kastilien und Ferdinand von Aragón zu vermitteln. Ferdinand der Katholische gab 1513 seinem Enkel die Markgrafschaft Falces (Marquesado de Falces), wodurch die Macht der Nachkommen Pedro de Peraltas ausgeweitet und zusammengefasst wurde. Die Familie residierte fünf Jahrhunderte lang im Burgpalast von Marcilla.

## Familie
Er heiratete zwei Mal. Die erste Ehe schloss er am 27. Dezember 1440 in Tafalla mit Anna von Brabant (Doña Ana de Brabante), wohl einer unehelichen Tochter von Anton von Burgund, Herzog von Brabant aus dem Haus Burgund: sie wird als „Base“ des Connétable Louis de Luxembourg, Graf von Saint-Pol etc., bezeichnet, so dass Anton, der mit Jeanne de Luxembourg verheiratet war, im Rückschluss als Vater in Betracht kommt.
Aus dieser Ehe hatte Pedro de Peralta drei Kinder, Pedro (auch als Mosén Pierres „menor“ bekannt), der ohne Nachkommen starb, Juana, die Troilo Carrillo heiratete, den Sohn des Erzbischofs von Toledo und Grafen von Agosta auf Sizilien, und Isabella, die die Ehefrau von Don Juan Enríquez de La Carra y Navarra, Señor de Ablitas wurde, einem illegitimer Angehörigen des Hauses Blois, das im 13. Jahrhundert die Könige von Navarra gestellt hatte. Anna von Brabant starb nach dem 9. Juli 1455.
In zweiter Ehe heiratete er am 18. Juni 1462 Isabella von Foix (Isabel de Foix y de Albret), Tochter von Gaston I. de Foix-Grailly, Captal de Buch aus dem Haus Grailly, und Marguerite d‘Albret. Aus dieser Ehe hatte er eine Tochter, Doña Ana de Peralta y Foix, die am 28. März 1485 Jacques de Grailly heiratete, Infant von Navarra, Conde de Cortez y de Montfort, Vizekönig von Navarra († 1500), den jüngsten Sohn von Graf Gaston IV. von Foix, ebenfalls aus dem Haus Grailly, und Königin Eleonore von Navarra.